# Championnats d'Europe d'athlétisme 1969
Navigation
Les 9e Championnats d'Europe d'athlétisme ont eu lieu du 16 au 21 août 1969 au Stade Karaïskaki d'Athènes en Grèce.
Trente-huit épreuves figurent au programme de la compétition (24 masculines et 14 féminines). Les épreuves du 1 500 mètres et du relais 4 × 400 mètres féminins sont disputées pour la première fois durant ces championnats.
Ils servirent la propagande de la dictature des colonels, qui les utilisa pour redorer son blason, principalement avec le film documentaire Jeux européens.

## Faits marquants
L’affaire Jürgen May marque ces 9es championnats d’Europe d’athlétisme d’Athènes. Ce coureur de demi-fond commence sa carrière en République démocratique allemande mais part en 1967 en République fédérale d'Allemagne. Les instances dirigeantes refusent qu’il concoure pour le 1 500 m pour l’équipe d’Allemagne de l'Ouest (application stricte du règlement imposant 3 années de résidence sur le territoire d'une Fédération, et non pas d'une nation). Par solidarité, les athlètes de la RFA boycottent les courses (hormis les relais) et les concours, dévalorisant du même coup ces épreuves.
Le niveau de ces championnats est moyen chez les hommes, avec un seul record du monde au marteau par Anatoliy Bondarchuk (URSS) avec un jet de 74,68 m.
La course féminine la plus intense est le 400 m. Colette Besson (France) est la grande favorite. Elle adopte une stratégie de course inverse à celle qui l’avait vue gagner le titre de championne olympique un an plus tôt à Mexico ; elle part très vite. Elle refait son décalage sur ses concurrentes et aborde la dernière ligne droite avec 5 mètres d’avance sur Nicole Duclos (France), révélation de cette année 1969. Colette Besson, épuisée, se désunit et Nicole Duclos grappille son retard pour gagner sur le fil. Les deux Françaises terminent dans le même temps, 51 s 7, et seront départagées au centième de seconde: 51,72 pour Nicole Duclos, nouveau record du monde.
La sprinteuse Petra Vogt (RDA), à 19 ans, remporte trois médailles d’or, sur 100 m, 200 m et le relais 4 × 100 m.
Jānis Lūsis (URSS) devient champion d’Europe du javelot pour la 3e fois consécutive. Jürgen Haase (RDA) au 10 000 m, Eddy Ottoz (Italie) au 110 m haies, Wolfgang Nordwig (RDA) à la perche, Karin Balzer (RDA) au 100 m haies, Nadezhda Chizhova (URSS) au poids sont couronnés pour la 2de fois consécutive.
Lors des épreuves féminines, 4 records du monde sont battus : au 400 m en 51 s 7 (voir plus haut), au 1 500 m en 4 min 10 s 7 par Jaroslava Jehličková (Tchécoslovaquie), au poids avec 20,43 m par Nadezhda Chizhova (URSS) et enfin, au relais 4 × 400 m en 3 min 30 s 8 à égalité, par les équipes de Grande Bretagne et de France.
Au nombre de médailles, la République démocratique allemande dépasse pour la première fois l’URSS.

## Résultats

### Hommes
| 100 m | Valeriy Borzov 10 s 4                                                                         | Alain Sarteur 10 s 4                                                                            | Philippe Clerc 10 s 5                                                                                  |
| 200 m | Philippe Clerc 20 s 6 (CR)                                                                    | Hermann Burde 20 s 9                                                                            | Zenon Nowosz 20 s 9                                                                                    |
| 400 m | Jan Werner 45 s 7 (CR)                                                                        | Jean-Claude Nallet 45 s 8                                                                       | Stanisław Grędziński 45 s 8                                                                            |
| 800 m | Dieter Fromm 1 min 45 s 9 (CR)                                                                | Jozef Plachý 1 min 46 s 2                                                                       | Manfred Matuschewski 1 min 46 s 8                                                                      |
| 1 500 m | John Whetton 3 min 39 s 4 (CR)                                                                | Frank Murphy 3 min 39 s 5                                                                       | Henryk Szordykowski 3 min 39 s 8                                                                       |
| 5 000 m | Ian Stewart 13 min 44 s 8                                                                     | Rashid Sharafetdinov 13 min 45 s 8                                                              | Alan Blinston 13 min 47 s 6                                                                            |
| 10 000 m | Jürgen Haase 28 min 41 s 6                                                                    | Mike Tagg 28 min 43 s 2                                                                         | Nikolay Sviridov 28 min 45 s 8                                                                         |
| Marathon | Ron Hill 2 h 16 min 47 s                                                                      | Gaston Roelants 2 h 17 min 22 s                                                                 | Jim Alder 2 h 19 min 05 s                                                                              |
| 20 km marche | Paul Nihill 1 h 30 min 48 s                                                                   | Leonida Caraiosifoglu 1 h 31 min 06 s                                                           | Mykola Smaha 1 h 31 min 20 s                                                                           |
| 50 km marche | Christoph Höhne 4 h 12 min 33 s                                                               | Peter Selzer 4 h 16 min 10 s                                                                    | Veniamin Soldatenko 4 h 23 min 05 s                                                                    |
| 110 m haies | Eddy Ottoz 13 s 5 (CR)                                                                        | David Hemery 13 s 7                                                                             | Alan Pascoe 13 s 9                                                                                     |
| 400 m haies | Vyacheslav Skomorokhov 49 s 7                                                                 | John Sherwood 50 s 1                                                                            | Andrew Todd 50 s 3                                                                                     |
| 3 000 m steeple | Mikhail Zhelev 8 min 25 s 0 (CR)                                                              | Aleksandr Morozov 8 min 25 s 6                                                                  | Vladimir Dudin 8 min 26 s 6                                                                            |
| 4 × 100 m | France Alain Sarteur Patrick Bourbeillon Gérard Fenouil François Saint-Gilles 38 s 8 (CR)     | Union soviétique Alexander Lebedyev Vladislav Sapeya Nikolay Ivanov Valeriy Borzov 39 s 3       | Tchécoslovaquie Ladislav Kriz Dionys Szogedi Jiří Kynos Luděk Bohman 39 s 5                            |
| 4 × 400 m | France Gilles Bertould Christian Nicolau Jacques Carette Jean-Claude Nallet 3 min 02 s 3 (CR) | Union soviétique Yevgeniy Borisenko Borys Savchuk Yuriy Zorin Aleksandr Bratchikov 3 min 03 s 0 | Allemagne de l'Ouest Horst-Rüdiger Schlöske Ingo Röper Gerhard Hennige Martin Jellinghaus 3 min 03 s 1 |
| Saut en hauteur | Valentin Gavrilov 2,17 m                                                                      | Reijo Vähälä 2,17 m                                                                             | Erminio Azzaro 2,17 m                                                                                  |
| Saut à la perche | Wolfgang Nordwig 5,30 m (CR)                                                                  | Kjell Isaksson 5,20 m                                                                           | Aldo Righi 5,10 m                                                                                      |
| Saut en longueur | Igor Ter-Ovanessian 8,17 m                                                                    | Lynn Davies 8,07 m                                                                              | Tõnu Lepik 8,04 m                                                                                      |
| Triple saut | Viktor Saneïev 17,34 m (CR)                                                                   | Zoltán Cziffra 16,85 m                                                                          | Klaus Neumann 16,68 m                                                                                  |
| Lancer du poids | Dieter Hoffmann 20,12 m (CR)                                                                  | Heinz-Joachim Rothenburg 20,05 m                                                                | Hans-Peter Gies 19,78 m                                                                                |
| Lancer du disque | Hartmut Losch 61,82 m (CR)                                                                    | Ricky Bruch 61,08 m                                                                             | Lothar Milde 59,34 m                                                                                   |
| Lancer du marteau | Anatoliy Bondarchuk 74,68 m (WR)                                                              | Romuald Klim 72,74 m                                                                            | Reinhard Theimer 72,02 m                                                                               |
| Lancer du javelot | Jānis Lūsis 91,52 m (CR)                                                                      | Pauli Nevala 89,58 m                                                                            | Janusz Sidło 82,90 m                                                                                   |
| Décathlon | Joachim Kirst 8 041 pts (CR)                                                                  | Herbert Wessel 7 828 pts                                                                        | Viktor Chelnokov 7 801 pts                                                                             |
| Records et Performances - AR : Record continental (area record) - CR : Record des championnats (championship record) - MR : Record du meeting (meet record) - NR : Record national (national record) - OR : Record olympique (olympic record) - PR : Record paralympique (paralympic record) - PB : Record personnel (personal best) - SB : Meilleure performance personnelle de la saison (season's best) - WL : Meilleure performance mondiale de l'année (world leader) - WJR : Record du monde junior (world junior record) - WR : Record du monde (world record) Circonstances et Conditions - DNF : N'a pas terminé (did not finish) - DNS : N'a pas pris le départ (did not start) - DQ : Disqualification (disqualification) - NM : Aucun essai valable enregistré (No Mark) - Q : Qualifié « directement » au prochain tour (ou à la prochaine compétition), lors d'une compétition majeure, grâce au classement ou à la réalisation des minima (automatic qualifier) - q : Qualifié au prochain tour (ou à la prochaine compétition), lors d'une compétition majeure, grâce au repêchage ou à la réalisation de l'une des meilleures performances parmi celles des « non qualifiés directement » (grâce au meilleur temps ou à la meilleure distance par exemple) (secondary qualifier) |                                                                                               |                                                                                                 | |

### Femmes
| 100 m | Petra Vogt 11 s 6                                                                         | Wilma van den Berg 11 s 7                                                           | Anita Neil 11 s 8                                                                             |
| 200 m | Petra Vogt 23 s 2                                                                         | Renate Meissner 23 s 3                                                              | Val Peat 23 s 3                                                                               |
| 400 m | Nicole Duclos 51 s 7 (WR)                                                                 | Colette Besson 51 s 7 (WR)                                                          | Maria Sykora 53 s 0                                                                           |
| 800 m | Lillian Board 2 min 01 s 4 (CR)                                                           | Annelise Damm-Olesen 2 min 02 s 6                                                   | Vera Nikolić 2 min 02 s 6                                                                     |
| 1 500 m | Jaroslava Jehličková 4 min 10 s 7 (WR)                                                    | Maria Gommers 4 min 11 s 9                                                          | Paola Pigni 4 min 12 s 0                                                                      |
| 100 m haies | Karin Balzer 13 s 3                                                                       | Bärbel Podeswa 13 s 6                                                               | Teresa Nowak 13 s 7                                                                           |
| 4 × 100 m | Allemagne de l'Est Regina Höfer Renate Meissner Bärbel Podeswa Petra Vogt 43 s 6 (CR)     | Allemagne de l'Ouest Bärbel Hähnle Jutta Stöck Rita Jahn Ingrid Becker 44 s 0       | Royaume-Uni Anita Neil Denise Ramsden Sheila Cooper Val Peat 44 s 3                           |
| 4 × 400 m | Royaume-Uni Rosemary Stirling Patricia Lowe Janet Simpson Lillian Board 3 min 30 s 8 (WR) | France Bernadette Martin Nicole Duclos Eliane Jacq Colette Besson 3 min 30 s 8 (WR) | Allemagne de l'Ouest Christa Czekay Antje Gleichfeld Inge Eckhoff Christel Frese 3 min 32 s 7 |
| Saut en hauteur | Miloslava Rezková 1,83 m (CR)                                                             | Antonina Lazareva 1,83 m                                                            | Mária Mračnová 1,83 m                                                                         |
| Saut en longueur | Mirosława Sarna 6,49 m                                                                    | Viorica Viscopoleanu 6,45 m                                                         | Berit Berthelsen 6,44 m                                                                       |
| Lancer du poids | Nadezhda Chizhova 20,43 m (WR)                                                            | Margitta Gummel 19,58 m                                                             | Marita Lange 18,56 m                                                                          |
| Lancer du disque | Tamara Danilova 59,28 m (CR)                                                              | Lyudmila Muravyova 59,24 m                                                          | Karin Illgen 58,66 m                                                                          |
| Lancer du javelot | Angéla Németh 59,76 m (CR)                                                                | Magda Paulányi 58,80 m                                                              | Valentina Evert 56,56 m                                                                       |
| Pentathlon | Liese Prokop 5 030 pts (CR)                                                               | Meta Antenen 4 793 pts                                                              | Maria Siziakova 4 773 pts                                                                     |
| Records et Performances - AR : Record continental (area record) - CR : Record des championnats (championship record) - MR : Record du meeting (meet record) - NR : Record national (national record) - OR : Record olympique (olympic record) - PR : Record paralympique (paralympic record) - PB : Record personnel (personal best) - SB : Meilleure performance personnelle de la saison (season's best) - WL : Meilleure performance mondiale de l'année (world leader) - WJR : Record du monde junior (world junior record) - WR : Record du monde (world record) Circonstances et Conditions - DNF : N'a pas terminé (did not finish) - DNS : N'a pas pris le départ (did not start) - DQ : Disqualification (disqualification) - NM : Aucun essai valable enregistré (No Mark) - Q : Qualifié « directement » au prochain tour (ou à la prochaine compétition), lors d'une compétition majeure, grâce au classement ou à la réalisation des minima (automatic qualifier) - q : Qualifié au prochain tour (ou à la prochaine compétition), lors d'une compétition majeure, grâce au repêchage ou à la réalisation de l'une des meilleures performances parmi celles des « non qualifiés directement » (grâce au meilleur temps ou à la meilleure distance par exemple) (secondary qualifier) |                                                                                           |                                                                                     |                                                                                               |

## Tableau des médailles
| Rang | Nation          | Or | Argent | Bronze | Total |
| ---- | --------------- | -- | ------ | ------ | ----- |
| 1    | RDA             | 11 | 7      | 7      | 25    |
| 2    | URSS            | 9  | 7      | 8      | 24    |
| 3    | Royaume-Uni     | 6  | 4      | 7      | 17    |
| 4    | France          | 3  | 4      | 0      | 7     |
| 5    | Tchécoslovaquie | 2  | 1      | 2      | 5     |
| 6    | Pologne         | 2  | 0      | 5      | 7     |
| 7    | Hongrie         | 1  | 2      | 0      | 3     |
| 8    | Suisse          | 1  | 1      | 1      | 3     |
| 9    | Italie          | 1  | 0      | 3      | 4     |
| 10   | Autriche        | 1  | 0      | 1      | 2     |
| 11   | Bulgarie        | 1  | 0      | 0      | 1     |
| 12   | Finlande        | 0  | 2      | 0      | 2     |
| —    | Suède           | 0  | 2      | 0      | 2     |
| —    | Roumanie        | 0  | 2      | 0      | 2     |
| —    | Pays-Bas        | 0  | 2      | 0      | 2     |
| 16   | RFA             | 0  | 1      | 2      | 3     |
| 17   | Irlande         | 0  | 1      | 0      | 1     |
| —    | Belgique        | 0  | 1      | 0      | 1     |
| —    | Danemark        | 0  | 1      | 0      | 1     |
| 20   | Yougoslavie     | 0  | 0      | 1      | 1     |
| —    | Norvège         | 0  | 0      | 1      | 1     |
|      |                 | 38 | 38     | 38     | 114   |